# Bajt Susin
Bajt Susin (arab. بَيْت سُوسِين) – nieistniejąca już arabska wieś, która była położona w Dystrykcie Ramli w Mandacie Palestyny. Wieś została wyludniona i zniszczona podczas wojny domowej w Mandacie Palestyny, po ataku żydowskiej organizacji paramilitarnej Hagana 20 kwietnia 1948.

## Położenie
Bajt Susin leżała w zachodniej części Wzgórz Judzkich. Według danych z 1945 do wsi należały ziemie o powierzchni 6481 ha. We wsi mieszkało wówczas 210 osób.
| Własność gruntów | Powierzchnia gruntów [ha] |
| ---------------- | ------------------------- |
| Arabowie         | 5 453                     |
| Żydzi            | 0                         |
| publiczne        | 28                        |
| Razem            | 6 481                     |

| Rodzaj użytkowanych gruntów | Arabowie [ha] | Żydzi [ha] |
| --------------------------- | ------------- | ---------- |
| uprawy nawadniane           | 94            | 0          |
| uprawy zbóż                 | 5 115         | 0          |
| nieużytki                   | 1 264         | 0          |
| zabudowane                  | 8             | 0          |

## Historia
W miejscu tym istniała wieś nazywana przez krzyżowców Bezezin. Z tamtych czasów pozostały fundamenty budynków, cysterna oraz pozostałości cmentarza. W 1596 w Saris mieszkało 308 osób, które utrzymywały się z uprawy pszenicy, jęczmienia, oliwek oraz hodowli kóz i produkcji miodu.
W okresie panowania Brytyjczyków Bajt Susin była niewielką wsią. We wsi znajdowała się szkoła i jeden meczet.
Podczas wojny domowej w Mandacie Palestyny arabskie siły atakowały żydowskie konwoje do Jerozolimy. W celu przeciwdziałania tym atakom, żydowska organizacja paramilitarna Hagana postanowiła wysiedlić ludność arabską z okolicznych wiosek, aby w ten sposób pozbawić siły Armii Świętej Wojny naturalnego zaplecza. 20 kwietnia 1948 wieś zajęli żydowscy żołnierze, którzy zmusili mieszkańców do opuszczenia swoich domów. Na początku wojny o niepodległość, 20 maja opuszczoną wieś zajęły siły Legionu Arabskiego, zostały jednak bardzo szybko wyparte. W ramach kolejnych szturmów na arabskie pozycje w rejonie Latrun, z rejonu wioski Bajt Susin wyprowadzono kilka natarć. 28 maja do wsi wkroczył jeden z batalionów 7 Brygada Pancerna. Prawdopodobnie wtedy wyburzono większość domów. W kilka dni później rozpoczęto budowę Drogi Birmańskiej, która przebiegała przy ruinach wsi.

## Miejsce obecnie
Na gruntach należących do Bajt Susin powstał w 1950 moszaw Ta’oz.
Palestyński historyk Walid Chalidi, tak opisał pozostałości wioski Bajt Susin: „Teren wioski został zrównany przez buldożery ... Zachowały się pojedyncze drzewka oliwne w centrum, w części południowej można dostrzec pozostałości murów domów”.